# Jožef Valentinčič
Jože Valentinčič, slovenski zdravnik, rodoljub in  član organizacije TIGR, * 19. marec 1915, Kozaršče, † 6. avgust 1989, Nova Gorica.

## Življenje in delo
Rodil se je v kmečki družini. Ljudsko šolo je obiskoval v Volčah, italijansko gimnazijo v Tolminu, maturiral v Gorici, medicino pa študiral na Univerzi v Padovi. 
Po italijanski priključitvi Primorske je občutil fašistično divjanje okupatorjev in se s svojimi tremi brati pridružil razdeljevanju slovenskih knjig in druge slovenske literature po vaseh v okolici Tolmina in Beneški Sloveniji, kasneje pa sodeloval z več tigrovci, ki so delovali pod vodstvom Alojza Šavlija. Zaradi suma o protifašistični dejavnosti je bil večkrat zaprt. Po množičnih aretacijah leta 1940 v Volčanskih Rutih in Čezsoči se je pripravil za pobeg v Jugoslavijo, a ga je policija 19. oktobra 1940 prehitela z aretacijo. Interniran je bil v pokrajino Isernia, kjer je v mestu Isernia zbolel in bil nato premeščen v Istonio Marino, od koder je v spremstvu policije hodil na študij v Padovo, opravil vse izpite in diplomiral. Po italijanski kapitulaciji se je nekaj časa skrival Padovi in po posredovanju svojega profesorja dobil pod drugim imenom delo v psihiatrični bolnišnici. Njegova zaročenka je po vrnitvi iz internacije uredila potrebne listine za poroko. Po poroki se je skupaj z ženo vrnil v rojstni kraj. Partizani so ga večkrat klicali, še posebno v bližnje Volčanske Rute, da je zdravil ranjene in bolne borce. Kasneje je dobil službo v Mostu na Soči in tud tu, ne da bi Nemci slutili, pomagal partizanom. Po osvoboditvi je še nekaj let delal v Mostu na Soči ter nato odšel na specializacijo iz otorinolaringologije v Ljubljano. Od leta 1958 do upokojitve je kot specialist otorinolaringolog delal v Splošni bolnišnici »Dr. Franca Derganca« v Šempetru pri Gorici.